# هیدالگو (تگزاس)
هیدالگو، تگزاس(به انگلیسی: Hidalgo, Texas) شهری در ایالت تگزاس از ایالات جنوبی ایالات متحده آمریکا است. در سرشماری سال ۲۰۰۰، جمعیت این شهر ۷۳۲۲ نفر اعلام شد.